# Delphacodes unda
Delphacodes unda är en insektsart som först beskrevs av Metcalf 1923.  Delphacodes unda ingår i släktet Delphacodes och familjen sporrstritar. Inga underarter finns listade i Catalogue of Life.